# 伊莎貝拉 (亞美尼亞女王)
伊莎貝拉（英語：、Isabel I、Zabel I ，1216年1月27日或1217年1月25日 – 1252年1月23日）是奇里乞亚亚美尼亚王国女王，在位期間1219至1252年。
她在巴格拉斯的亞當（Adam of Baghras）的攝政期間被宣布為皇后。但亞當後來遭到暗殺；巴伯倫的君士坦丁（來自海屯家族）被提名為守護者。在此關鍵時刻雷蒙德·魯本（魯本三世的孫子，他同時也是伊莎貝拉之父萊翁二世的哥哥）覬覦著奇里乞亚亚美尼亚王国的王位，但是他戰敗、被俘、最後被處死。
巴布倫的君士坦丁後來很快地被人說服與安條克親王博希蒙德四世結盟，他安排了年輕的伊莎貝拉公主以及博希蒙德四世的兒子安條克的菲利普之間進行聯姻。然而菲利普卻傷害了亚美尼亚人的感情，甚至打劫皇室，將皇冠送去了安條克；於是他被囚禁於西斯（今土耳其的城市科贊），最後據推測是在西斯的獄中被下毒而死。
年輕而抑鬱的伊莎貝拉被強迫要嫁給巴布倫的君士坦丁之子海屯一世；儘管有數年她拒絕與其共同生活，但最終還是妥協。奇里乞亞兩大王族勢力——也就是魯本家族與海屯家族——透過聯姻而統合後，奇里乞亞方結束了一個世紀以來的氏族和領土的敵對狀態，並使得海屯家族成為奇里乞亞亞美尼亞王國主導政治的家族。
「帝國的女王伊莎貝拉，與她的丈夫共同治國；她信仰虔誠人生崇敬。她因善行而受眾人祝福，她是後代孩童們的榜樣。」——Vahram of Edessa：《給亞美尼亞青少年的編年史韻詩（The Rhymed Chronicle of Armenia Minor）》